# Droit de courte citation
Pour l’article homonyme, voir citation.
La question du droit de courte citation s'analyse comme une exception aux droits d'auteur qui accordent tout contrôle à l'auteur sur la diffusion de ses œuvres. Dans un certain nombre de circonstances, un auteur ne peut s'opposer à la reproduction d'un extrait limité de son œuvre. La proportion ou le nombre de phrases varie d'un pays à l'autre. Par exemple, en France, la jurisprudence a établi une proportionnalité. Le Canada utilise aussi un principe de proportionnalité par jurisprudence,.

## Formulation de principe
La convention de Berne, qui fonde sur le plan international la protection du droit d'auteur, autorise (article 10, 1°) les citations, mais sans en donner de définition très précise :

« Sont licites les citations tirées d’une œuvre, déjà rendue licitement accessible au public, à condition qu’elles soient conformes aux bons usages et dans la mesure justifiée par le but à atteindre, y compris les citations d’articles de journaux et recueils périodiques sous forme de revues de presse. »

Malgré son imprécision, la Convention de Berne pose ainsi un certain nombre de principes :
- en tout état de cause, il n'est possible d'invoquer le « droit de courte citation » que dans le cas d’œuvres par ailleurs « déjà rendues licitement accessibles au public », c'est-à-dire déjà publiées conformément à la volonté de leur auteur. Il n'est donc pas légitime de citer une œuvre non publiée ;
- d'autre part, la citation doit être « conforme aux bons usages », ce qui renvoie a minima au fait de citer la source de la citation (auteur et œuvre). Mais le bon usage renvoie également au caractère non abusif de la citation, qui doit généralement rester courte et strictement proportionnée à son but - ce qui renvoie au troisième critère ;
- enfin, la Convention de Berne renvoie à « la mesure du but à atteindre », les buts classiques (et généralement admis comme « conformes aux bons usages ») d'une citation pouvant être de :
  - rendre compte de l'actualité - et dans ce cas, des extraits même intégraux sont parfois admis lorsqu'il s'agit de prestations officielles,
  - commenter une œuvre à titre de critique ou de revue - et dans ce cas, les extraits légitimes sont ceux qui émaillent et illustrent la présentation critique à son niveau d'analyse, et ils peuvent comprendre parfois des séquences entières de « la substantifique moelle », mais sans jamais aller au point de dispenser le lecteur intéressé de se référer à l’œuvre elle-même pour l'apprécier pleinement,
  - réutiliser une partie d'une œuvre pour en construire une nouvelle - et dans ce cas, les extraits légitimes sont limités au strict minimum de ce qu'il est nécessaire de citer pour obtenir l'effet artistique recherché (étant entendu qu'une citation trop importante ne sera pas considérée comme « conforme aux bons usages »).

Ces principes sont clairement introduits par la Convention de Berne, mais ne sont pas strictement déterminés ; et ils font de fait l'objet d'une explicitation par les législations nationales qui en appliquent la norme. En fin de compte, les décisions de justice sont prononcées en fonction de ce que disent les législations nationales, même si le juge peut, dans sa décision, s'inspirer du ratio legis que constitue le principe posé par la convention de Berne.
Le droit de citation a des acceptions légèrement différentes selon les législations et les jurisprudences nationales, et suivant la nature de l'œuvre. Savoir si une citation est abusive ou non est à juger au cas par cas, mais dans tous les cas, il faut que l'insertion du texte soit :
- partielle (pour pouvoir prétendre au titre de « citation », la reproduction ne doit pas être intégrale) ;
- clairement justifiée par ce que l'on en dit : « dans la mesure justifiée par le but à atteindre », tout est là ;
- clairement attribuée à son auteur (et par conséquent accompagnée autant que possible d'une référence — sur le web une URL — assez précise pour permettre de vérifier sur l'original, sans ambiguïté ou perte de temps).

## Traitements nationaux

### Canada
Le Canada utilise un principe de proportionnalité tel que défini par la Cour suprême du Canada,.
La Cour suprême du Canada (CSC) a rendu un jugement le 12 juillet 2012 mettant en cause le ministère de l'Éducation de l'Alberta et Access Copyright.
La CSC, par la voix du juge Rosalie Abella, affirme qu'il est impossible de distinguer les copies faites par les instructeurs de celles faites par les étudiants.

### États-Unis
Aux États-Unis, c'est le Titre 17 du United States Code qui régit la propriété intellectuelle.
Le droit de citation est à peu près inclus dans le fair use, mais celui-ci est plus étendu : il peut également autoriser des reproductions intégrales dans certaines circonstances.

### Union européenne
Dans l'Union européenne, c'est la directive 2001/29/CE du 22 mai 2001 qui doit s'appliquer, à charge pour les États membres de la traduire dans leur propre législation. Cette directive autorise les législations nationales à prévoir un certain nombre d'exceptions ou de limitations au droit de l'auteur pour la reproduction, la copie ou la distribution dont, en ce qui concerne le thème de cet article :
- « lorsqu'il s'agit de l'utilisation d'œuvres ou d'autres objets protégés afin de rendre compte d'événements d'actualité, dans la mesure justifiée par le but d'information poursuivi et sous réserve d'indiquer, à moins que cela ne s'avère impossible, la source, y compris le nom de l'auteur » (art. 5, c) ;
- « lorsqu'il s'agit de citations faites, par exemple, à des fins de critique ou de revue, pour autant qu'elles concernent une œuvre ou un autre objet protégé ayant déjà été licitement mis à la disposition du public, que, à moins que cela ne s'avère impossible, la source, y compris le nom de l'auteur, soit indiquée et qu'elles soient faites conformément aux bons usages et dans la mesure justifiée par le but poursuivi » (art. 5, d).

#### France
En France, c'est le code de la propriété intellectuelle qui détermine le droit de courte citation, et en particulier l'article L122-5. Les conditions de la loi française sont simplement (art L122-5 CPI) : 

« Lorsque l'œuvre a été divulguée, l'auteur ne peut interdire : […]

3º Sous réserve que soient indiqués clairement le nom de l'auteur et la source :
 
a) Les analyses et courtes citations justifiées par le caractère critique, polémique, pédagogique, scientifique ou d'information de l'œuvre à laquelle elles sont incorporées. »

Le droit de citation est gratuit et autorisé à tous.
En pratique, la jurisprudence française du droit de courte citation permet à quiconque de citer un passage d’une œuvre à condition que la longueur de ce dernier soit limitée à ce qui est nécessaire à la compréhension.
L'article L 211-3 CPI encadre le droit de courte citation des vidéos mais uniquement en ce qui concerne les droits voisins du droit d'auteur.

## Cas des œuvres littéraires
Le statut juridique des citations est fixé depuis longtemps dans le domaine littéraire :
- la citation doit être brève, tant par rapport à l'œuvre dont elle est extraite que par rapport au nouveau document dans laquelle elle s'insère. Le code de la propriété intellectuelle ne donne pas de caractère quantitatif, on apprécie la « courte citation » en termes de proportion ; le juge fait une appréciation in concreto ;
- elle implique que le nom de l'auteur, son copyright et le nom de l'œuvre d'où elle est extraite soient cités, de façon à respecter le droit moral de l'auteur ; dans le cas d'un extrait de livre, le titre, l'éditeur, la date de publication doivent également être mentionnés ;
- la citation ne doit pas concurrencer l'ouvrage original et doit être intégrée au sein d'une œuvre construite, pour illustrer un propos ; la citation en outre doit plutôt inciter le lecteur à se rapporter à l'œuvre originelle.

La citation s'apprécie en principe par rapport à ce qu'est l'œuvre publiée. Par exemple, si Baudelaire a publié une œuvre Les Fleurs du mal (composée de poèmes), la citation intégrale de tout un poème pour illustrer le recueil serait une « citation » du recueil. En revanche, si le recueil est formé de poèmes publiés séparément, chaque poème est une œuvre indépendante, et le droit à citation ne permet pas de citer le texte intégral…
Les anthologies ne sont ainsi juridiquement pas une collection de citations, mais des œuvres dérivées dont la publication nécessite l'autorisation des ayants droit de l'œuvre originale.
Le cas de sites comme Google ou Amazon est intéressant. Ces sites permettent aux internautes de consulter de courts extraits d’œuvres littéraires.
Si ces plateformes exercent le droit de courte citation d’une œuvre dans le but d’informer le public, aucune autorisation de l’auteur n’est nécessaire[réf. nécessaire].
En revanche, si le caractère commercial du site fait que la citation relève plus d’une incitation à acheter l’œuvre que d’une information au public, alors une autorisation devra être demandée à l’auteur.[réf. nécessaire]
Les citations dans le domaine littéraire peuvent faire l'objet de plagiats, notamment par l'art de la « citation déguisée » : citation « "posthume", qui consiste à attribuer une citation à un auteur mort plutôt qu'au vrai plagié vivant, la "composite", qui mêle plusieurs sources dans le même passage, la "coulée" (...) qui permet d'insérer dans un discours indirect libre un emprunt direct non signalé, la citation "écran" », petite citation qui masque la grande.

## Cas des autres œuvres intellectuelles

### Son
La jurisprudence en faisait jusqu'à présent une interprétation restrictive et l'interdisait en matière d'extraits musicaux jusqu'à un jugement en 2002 qui ne la nie pas totalement. En effet, pourvu que les conditions précitées soient respectées, et que les moyens techniques actuels permettent de le faire, rien ne s'y oppose si ce n'est la définition d'une « brève citation » d'un phonogramme de 3 ou 4 minutes. À titre d'exemple, le tribunal de grande instance de Paris,  a indiqué, dans un jugement du 15 mai 2002, qu'un extrait de trente secondes n'était pas une courte citation par rapport à un morceau de trois minutes (ce qui correspond à un taux de citation de 16 %).

### Image
En France, en matière de photo ou d'œuvre d'art graphique, la courte citation est encore considérée comme impossible, essentiellement parce que les « citations » traduites devant les tribunaux ont toujours en fait été des reproductions intégrales : c'est dans ce cas la logique du tout ou rien qui prévaut. Un autre problème est que la photo peut elle-même représenter une œuvre, par exemple, une photo de tournage d'un film montre des costumes qui sont eux-mêmes des créations, soumises au code de la propriété intellectuelle.
Cependant, des arrêts récents en France montrent une évolution de la jurisprudence dans ce domaine dans ce pays :
- le 12 octobre 2007 la cour d'appel de Paris dans une affaire concernant la photographie a maintenu son analyse malgré la cassation prononcée en novembre 2006 : « la reproduction d'une photographie sous forme de vignette avec un champ de vision plus large, accompagnant d'autres photographies […], peut être qualifiée de courte citation puisqu'elle sert à illustrer en s'y incorporant un texte critique et polémique »[12] ;
- le 22 mai 2008, le tribunal de grande instance de Nanterre, dans un jugement relatif à l'affaire opposant Bob Garcia et son éditeur à la société Moulinsart, a considéré qu'une « vignette qui constitue un extrait d'un ensemble, réalise une courte citation d'un album qui ne peut être résumé à un assemblage d'œuvres distinctes, tant qu'elle ne porte pas atteinte à l'exploitation normale de l'œuvre, ni ne cause un préjudice injustifié aux intérêts légitimes de l'auteur »[13].

Malgré ce précédent en matière de jurisprudence, un jugement plus récent du 17 septembre 2009 émit par la cour d'appel de Versailles fut cependant favorable à la société Moulinsart dans un procès qui l'opposait au critique Bob Garcia. Ce dernier avait fait éditer une série d'ouvrages critiques illustrés de vignettes tirées des albums de Tintin. Le tribunal a statué : « ces vignettes, individualisées, sont des œuvres graphiques à part entière, protégeables en elles-mêmes, indépendamment de l’ensemble et de l’enchaînement narratif dans lequel l’auteur les a intégrées ; que ces vignettes constituent des reproductions intégrales de l’œuvre d’Hergé ; Considérant que cette reproduction intégrale ne peut pas relever de l’exercice du droit de courte citation prévu par l’article L 122-5-3° du code de la propriété intellectuelle ».

### Arts plastiques
En France, la Cour de cassation a pendant longtemps considéré que la citation en matière graphique était interdite, opérant une interprétation littérale du texte.
Juridiquement, la photographie d'une statue ou d'une œuvre architecturale ne constitue pas une « courte citation », mais une « reproduction » ou une « exploitation » nécessitant l’autorisation de son auteur. En effet, l’exigence légale de « courte citation » faisait obstacle au droit de citation en cette matière puisqu'une œuvre graphique n’était souvent citée que dans son intégralité.
Ce problème quantitatif a partiellement été résolu par la modification de l’article L. 122-5 qui dans son neuvièmement autorise la citation intégrale des œuvres d’art dans un but et un contexte d’actualité.

### Citation d'une image d'artiste
Dès le début des années 2000, cette même Cour de cassation a introduit un principe de proportionnalité entre le droit à l’image et le droit à l’information du public.
Ainsi, elle affirme que la liberté de communication des informations autorise « la publication d’images de personnes impliquées dans un événement », posant toutefois comme limite « le respect de la dignité de la personne humaine ».
La notion d’implication dans un événement a progressivement été étendue pour satisfaire les nécessités de l’information du public.
En 2009, la Cour de cassation a eu l'occasion de se prononcer sur le droit de citation de l’image de l’auteur et de l’artiste interprète. Dans deux affaires distinctes, elle a jugé de la primauté du droit à l’image sur le droit d'information du public mis en avant par la défense, et a rappelé la nécessité d'obtenir l’autorisation de reproduction de l’image d’un chanteur sur le support de ses œuvres.
- Dans le premier arrêt, rendu par la 1re chambre civile de la Cour de cassation le 9 juillet 2009, « Charles X... » dénonçait l’apposition de sa photographie sur une compilation de ses œuvres entrées dans le domaine public. S’appuyant sur l’art 9 du Code civil, la haute juridiction retient une absence de proportionnalité entre l’atteinte au droit à l’image et le droit à l’information du public et cela, même si elle ne relève pas d’atteinte à la vie privée de l’artiste. La Cour de cassation remet en cause la « nécessité de l’information » (ici la citation de l’image de l’artiste au soutien de la vente d’une compilation) dont le public a droit au titre de la liberté d’expression, pour casser la décision de cour d’appel[16].

- Dans le second arrêt, rendu par la 1re chambre civile le 24 septembre 2009, « Henri Y... », la Cour de cassation s’aligne sur la décision de la cour d’appel estimant que si le droit à l’image peut souffrir d’exception du fait de l’exercice de la liberté d’expression, en l’espèce, « la reproduction de la photographie de l’artiste sur la jaquette d’un compilation (de chansons entrées dans le domaine public), constituait un acte d’exploitation commerciale et non l’exercice de la liberté d’expression ». La motivation strictement commerciale de la reproduction de l’image fait disparaître le droit de citation[17].